# Hildegard Kornhardt
Hildegard Kornhardt (* 9. März 1910 in Blankenburg (Harz); † 1. Mai 1959 in München) war eine deutsche Klassische Philologin.
Sie studierte Klassische Philologie an der Universität Göttingen, insbesondere bei Kurt Latte und Hermann Fränkel, die 1936 bzw. 1935 wegen ihrer jüdischen Herkunft entlassen wurden, sowie bei Max Pohlenz. 1936 wurde Kornhardt mit der Arbeit Exemplum. Eine bedeutungsgeschichtliche Studie zum Dr. phil. promoviert. Anschließend erhielt sie zum 3. Februar 1936 eine Anstellung beim Thesaurus Linguae Latinae in München, zunächst befristet auf zwei Jahre. Im August 1945 hatte sie einen schweren Autounfall. Zum 1. April 1949 wurde sie wieder beim Thesaurus angestellt. Zusammen mit Kurt Latte regte sie die erste Aufsatzsammlung ihres Lehrers Hermann Fränkel an, die 1955 unter dem Titel Wege und Formen frühgriechischen Denkens erschien.
Hildegard Kornhardt war eine Nichte Oswald Spenglers, in dessen Wohnung sie ab dem Sommer 1925 zusammen mit ihrer Mutter wohnte. Nach dem Tod ihres Onkels (1936) verwaltete Kornhardt dessen Nachlass und gab daraus Spenglers Reden und Aufsätze (1937) sowie seine Gedanken (1941) heraus. Nach Kriegsende war sie Lehrbeauftragte für griechische und lateinische Sprachkurse an der Universität München.